# Бістра (комуна, Марамуреш)
Бістра, Бистра (рум. Bistra) — комуна у повіті Марамуреш в Румунії. До складу комуни входять такі села (дані про населення за 2002 рік):
- Бистра (1316 осіб) — адміністративний центр комуни
- Вишівська Долина (1646 осіб)
- Вишівська Красна (1461 особа)

Комуна розташована на відстані 408 км на північ від Бухареста, 50 км на північний схід від Бая-Маре, 128 км на північ від Клуж-Напоки.

## Населення
За даними перепису населення 2002 року у комуні проживали 4423 особи.
Національний склад населення комуни:
| Національність | Кількість осіб | Відсоток |
| -------------- | -------------- | -------- |
| українці       | 4021           | 90,9%    |
| румуни         | 399            | 9,0%     |
| угорці         | 3              | 0,1%     |

Рідною мовою назвали:
| Мова       | Кількість осіб | Відсоток |
| ---------- | -------------- | -------- |
| українська | 4019           | 90,9%    |
| румунська  | 400            | 9,0%     |
| угорська   | 3              | 0,1%     |
| німецька   | 1              | < 0,1%   |

Склад населення комуни за віросповіданням:
| Релігія            | Кількість осіб | Відсоток |
| ------------------ | -------------- | -------- |
| православні        | 4160           | 94,1%    |
| греко-католики     | 81             | 1,8%     |
| адвентисти         | 75             | 1,7%     |
| п'ятдесятники      | 4              | 0,1%     |
| не релігійні       | 3              | 0,1%     |
| атеїсти            | 2              | < 0,1%   |
| реформати          | 1              | < 0,1%   |
| старообрядці       | 1              | < 0,1%   |
| не вказали релігію | 2              | < 0,1%   |